# Кевятюшоя
Кевятюшоя — река в России, протекает по территории Сосновецкого и Летнереченского сельских поселений Беломорского района Республики Карелии. Длина реки — 17 км.
Река берёт начало из ламбины без названия на высоте 105 м над уровнем моря.
Течёт преимущественно в южном направлении по заболоченной местности.
Река в общей сложности имеет семь притоков суммарной длиной 12 км.
Втекает в реку Летняя.
В нижнем течении Кевятюшоя пересекает трассу Р21 («Кола»).
Населённые пункты на реке отсутствуют.
Код объекта в государственном водном реестре — 02020001312102000006857.

## Фотографии

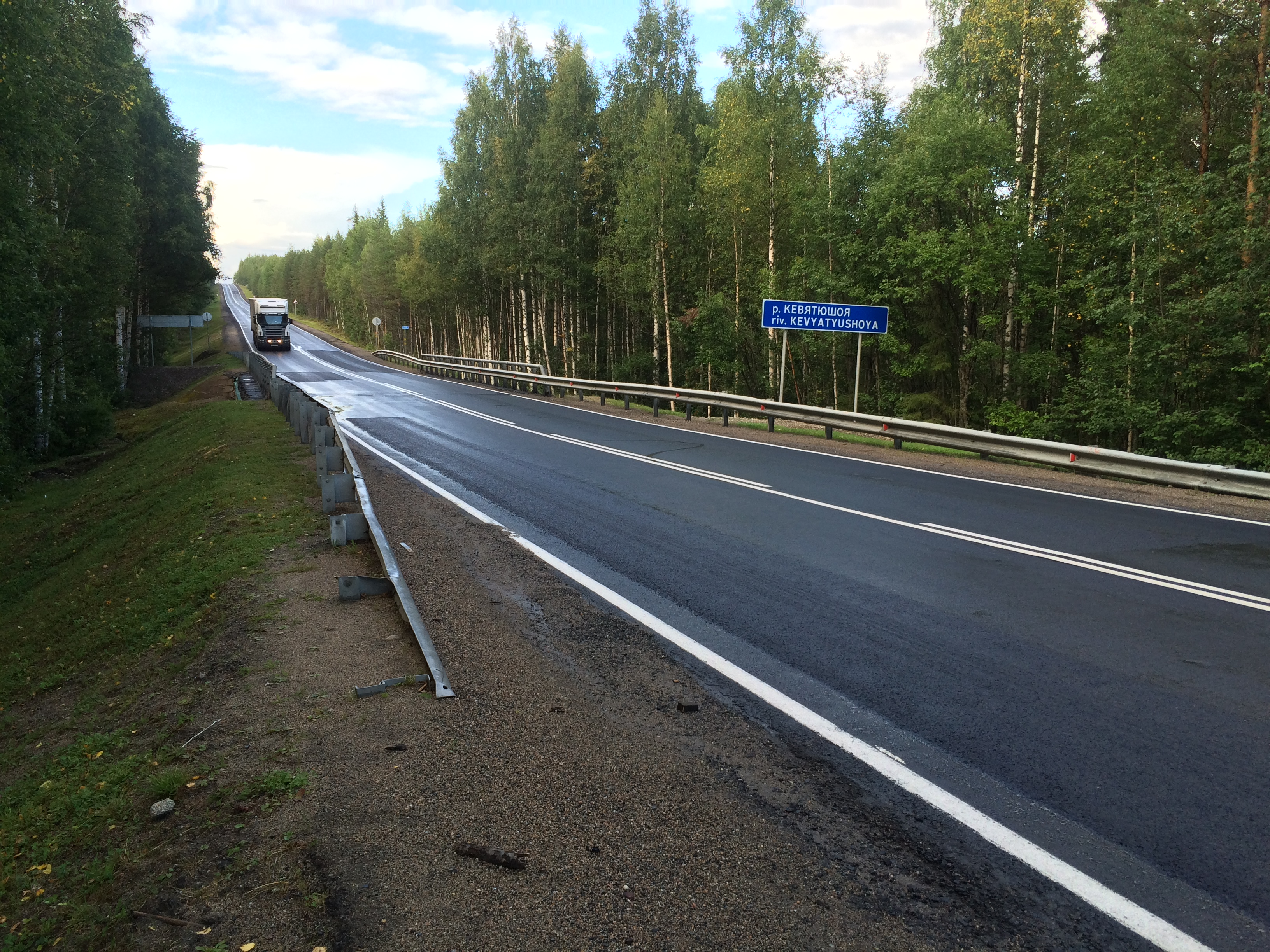
Автомобильный мост, табличка с названием реки

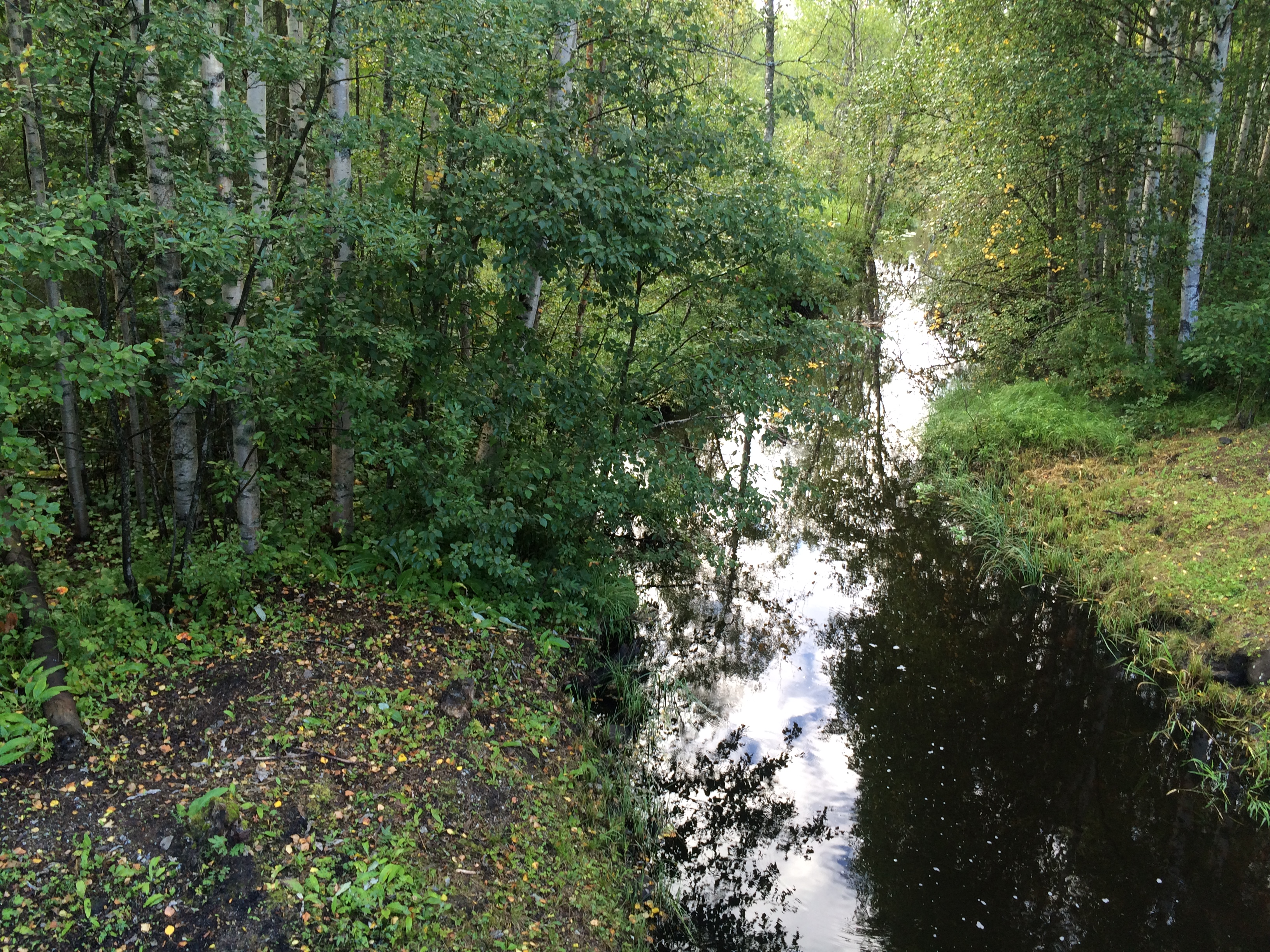
Вид в сторону истока